# درجات الزهري
اللون الزهري له صبغات وظلال عديدة مابين الفاتح والغامق. هذه الألوان المختلفة موضحة أدناه.

## ألوان الويب الزهرية

### زهري
زهري (#ffc0cb)
#ffc0cb
إلى اليمين يظهر لون الويب الزهري.

### زهري فاتح
زهري فاتح (#ffc0cb)
#ffb6c1
إلى اليمين يظهر لون الويب الزهري الفاتح. تتم كتابة اسم لون الويب بهذا الشكل "lightpink" (بدون مسافة) في HTML لعرض الكمبيوتر.
على الرغم من أن هذا اللون يسمى «زهري فاتح»، كما يمكن التحقق من ذلك من خلال فحص الكود السداسي، إلا أنه في الواقع يبد أعمق قليلاً، وليس أفتح من اللون الزهري نفسه. وبالتالي، فإن الاسم الأكثر دقة له من حيث تسمية الألوان التقليدية هو اللون الوردي الفاتح المتوسط.

### زهري فاقع
زهري فاقع (#ff69b4)
#ff69b4

المثلث الوردي, أصبح رمزاً يمثل فخر المثليين وحقوقهم منذ بداية السبعينيات

يظهر إلى اليمين لون الويب "" زهري فاقع "". تتم كتابة اسم لون الويب على أنه "hotpink" (بدون مسافة) في HTML لعرض الكمبيوتر.